# Pentecoste (Marinoni)
La Pentecoste è un dipinto olio su tavola eseguito nel 1545 dalla bottega dei Marinoni di Desenzano al Serio, e conservato nel museo dell'abbazia di Pontida.

## Storia
La tavola fa parte degli arredi sacri, che sono stati collocati nella sala del museo dell'abbazia di Pontida al suo allestimento nel 1976. L'opera risulta facesse parte della ricca dote di Bartolomea Donadoni e conservata nella chiesa come pala d'altare della cappella intitolata allo Spirito Santo fin dal 1545. I Marinoni, nella figura di Antonio, avevano eseguito molti dipinti all'interno del monastero in particolare gli affreschi dell'aula capitolare e del chiostro.
La tavola rimase posta nella cappella fino al 1912 quando fu collocata sul lato destro della chiesa, e con l'allestimento nel 1976 del museo, conservata nella sala museale.
Il dipinto non fu di facile assegnazione a causa della poca documentazione. Venne infatti ritenuto lavoro di Palma il Vecchio da Carlo Facchinetti nel 1812, mentre gli storici Elia Fornoni e Giuseppe Gavazzi, definirono l'opera eseguita da un pittore anonimo attivo in val Seriana nel Cinquecento. Nel 1977 gli storici Lunardon e Gianni Spinelli durante le loro ricerche d'archivio proposero un pittore della famiglia Santacroce originaria della val Brembana. La raffigurazione della Vergine e gli angeli che sorreggono la corona sono però in stile marinoniano, con elementi stilistici che si avvicinano al polittico di San Sebastiano per la chiesa nembrese intitolata al santo francese. La pala fu eseguita dalla seconda generazione di pittore della bottega, probabilmente dai figli Ambrogio e Francesco di Antonio Marinoni

## Descrizione
L'opera centinata raffigura la Madonna in trono, mentre uno stuolo di angioletti reggono la corona sopra il suo capo. La scena è divisa in due settori: in quello inferiore vi sono i discepoli, sei su ogni lato. Questi sono dipinti in posizione genuflessa con le mani in preghiera e in adorazione della Madonna che è la figura centrale della tavola. La pavimentazione è a piastrelle bicolori con disegni a rombo. Nella parte superiore vi è il cielo di un azzurro chiaro dove angioletti volano intorno all'immagine posta nel centro di Dio Padre. Le due sezioni sono divise dal verde di una vegetazione lussureggiante con ai lati i monti a completare la coreografia. La Madonna è raffigurata con il velo bianco posto sul capo, una veste rossa, segno della sofferenza del martirio, e il manto verde che la copra fino ai piedi. I santi Pietro e Giovanni sono posti ai due lati del trono. La tavola è conservata in un'ancona lignea in stile cinquecentesco, che ricorda alcune realizzate nella bergamasca, e che pare riprendere il disegno dell'alzata del trono. Due medaglioni laterali, raffigurano i santi Giacomo Maggiore e Pietro. Una buona plasticità è nella raffigurazione dei due putti posizionati ai lati del trono, contrariamente le immagini dei santi si presentano una immobilità ormai superata nella pittura bergamasca che aveva subito l'influsso dell'arte veneta, portata agli inizi del XVI secolo da Lorenzo Lotto e dagli artisti originari dalla bergamasca ma attivi a Venezia. I Marinoni rimase sempre tradizionalisti nelle loro raffigurazioni, forse anche per espresso desiderio delle commissioni che in un tempo di complicata confusione eretica, in tutto il nord Italia, e nella bergamasca, voleva la certezza di non essere confusi, nelle raffigurazioni, nelle nuova idee riformiste.